# Sinopoda anguina
Sinopoda anguina là một loài nhện trong họ Sparassidae. S. anguina được S. Q. Liu, S. Q. Li & Peter Jäger miêu tả năm 2008.